# Lipovica
Lipovica es un pueblo ubicado en la municipalidad de Despotovac, en el distrito de Pomoravlje, Serbia.

## Superficie
Posee una superficie de 12,63 kilómetros cuadrados.

## Demografía
Hasta 2011 la población era de 502 habitantes, con una densidad de población de 39,74 habitantes por kilómetro cuadrado.